# Козацька віха (Ялта)

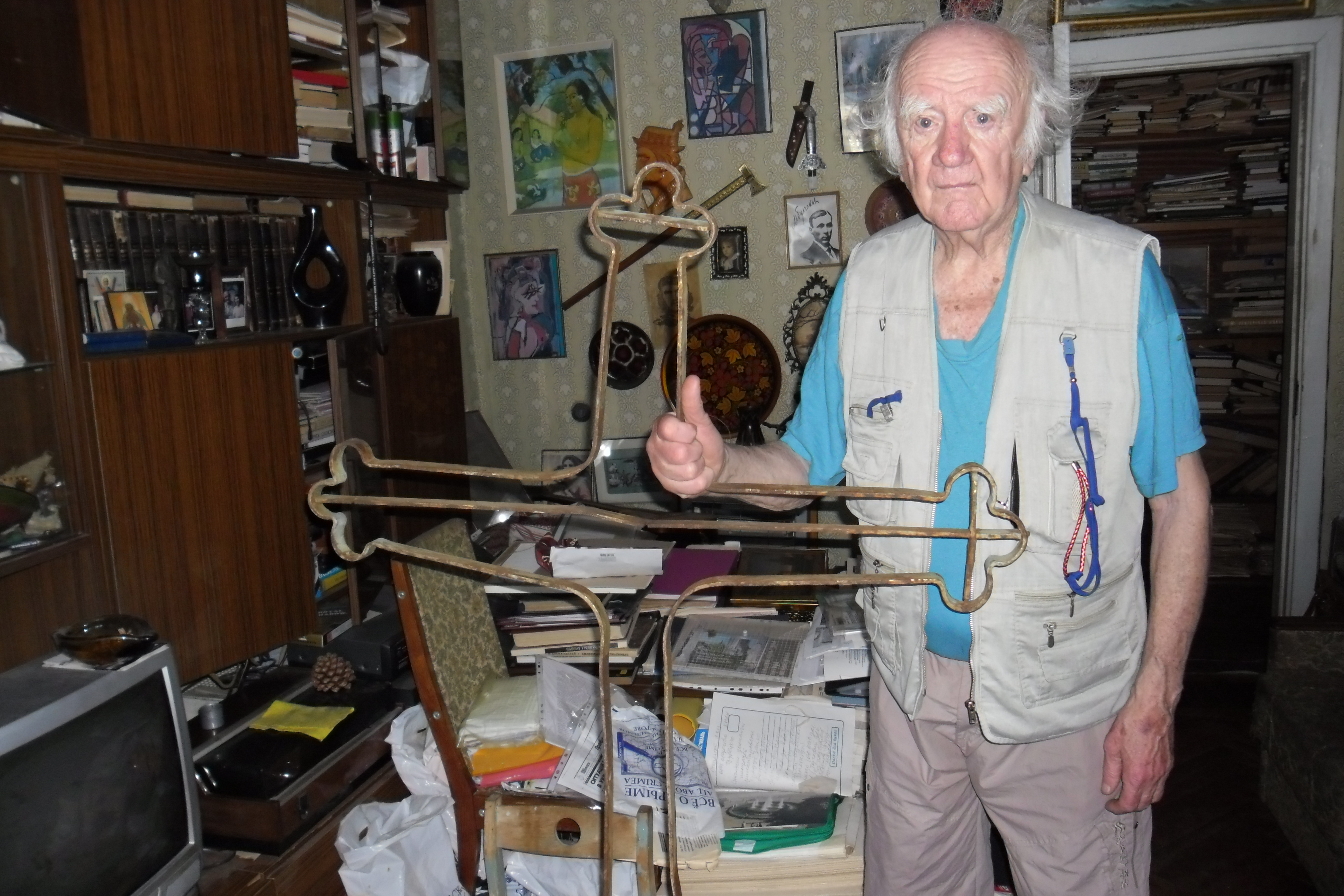
Професор Навроцький Володимир Володимирович зі знайденою Козацькою віхою. 2012 р.

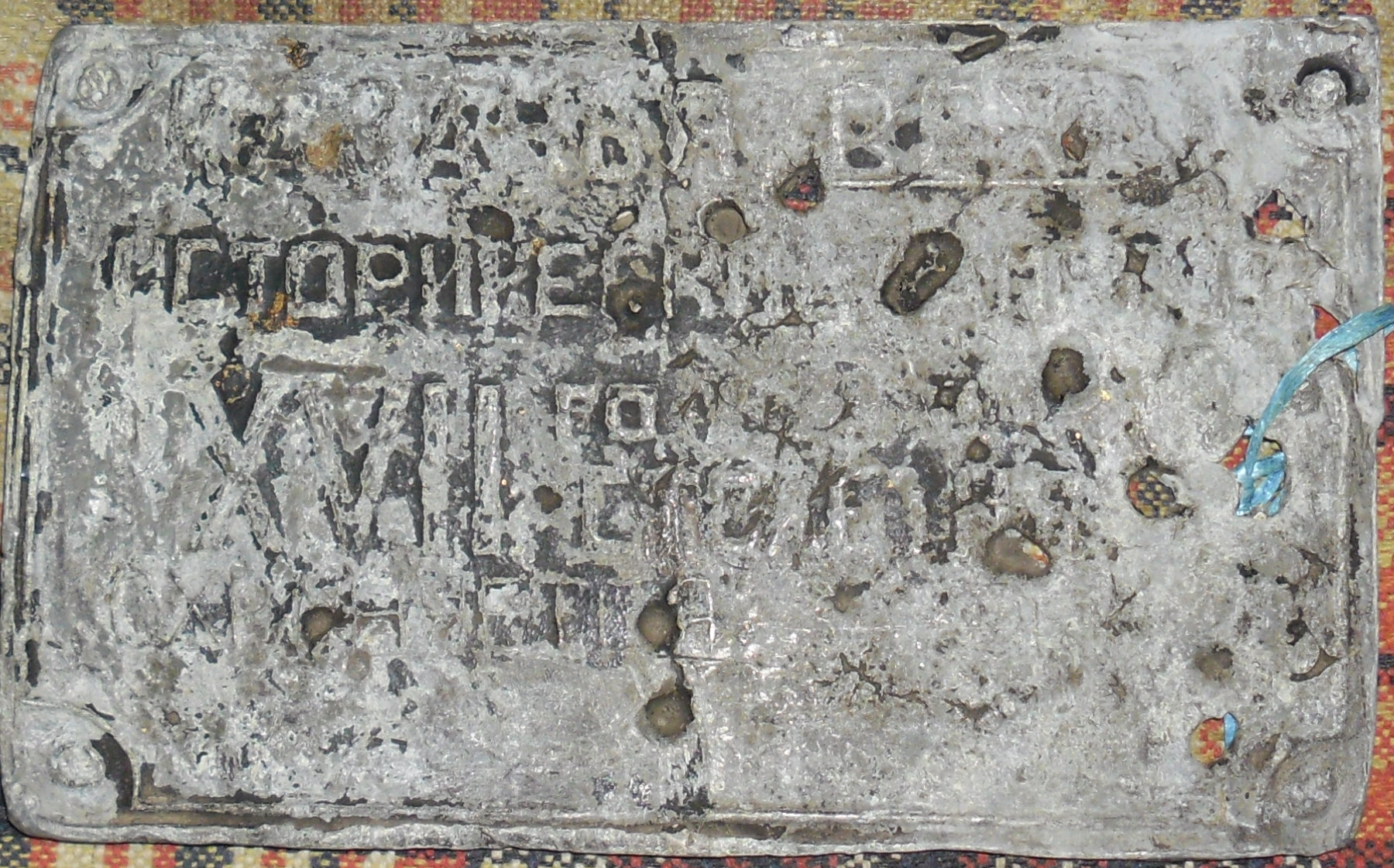
Свинцева пластина з написом, знайдена біля Козацької віхи.

Козацька віха — імовірний історичний пам'ятник XVII століття в Криму (Ялта), пов'язаний з українським козацтвом.

## Історія знахідки
«Козацька віха» знайдена навесні 1972 р. доктором наук, кримським краєзнавцем В. В. Навроцьким на горі Ай-Нікола, що в околицях Ореанди (Ялтинська міськрада), у східному куті верхньої тераси.
«Козацька віха» являє собою кований залізний хрест із вмурованою в його основу свинцевою плиткою (пробитою в кількох місцях кулями), на якій зберігся напис: «Козацька віха, історичний пам'ятник XVII століття…». Свинцева табличка розміром 44 х 28 см, Вагою в 1 кг. 600 г була вмурована в цементну основу.
Коли і ким була поставлена «Козацька віха» залишається невідомим. 16 березня 2002 року віха була відновлена зусиллями ялтинського козацтва і освячена. У цей день козаки Південнобережжя встановили на обриві гори Ай-Нікола козацький хрест з емблемою Війська Запорозького.. Громадськість Ялти визнала цю подію знаковою для історії краю, зокрема, місцеві козаки відзначали роковини відновлення Козацької віхи. Так 15 березня 2009 р. на горі Ай-Нікола вище нп. Ореанда козаки Ялтинського куреня провели молебень біля «Козацької Віхи».

## Походження пам'ятки
Походження віхи викликало дискусії в місцевих краєзнавців.
Одна з версій, яку відстоює доктор наук Навроцький В. В., базується на свідченнях польського лікаря та етнографа Карла Качковського, який подорожував до Криму в 1825 році і описав свою подорож у книзі, де зазначив, що господарем розташованої під горою Ай-Нікола «Ореанди» був рід знаменитого Олександра Безбородька, яскравого представника української козацької еліти (сина Безбородька Андрія Яковича — українського козацького Генерального писаря), учасника війни з Туреччиною, канцлера уряду Катерини II.
Його спадкоємці, теж козацького роду, продали «Ореанду» в 1825 році Олександру I. (Олександр I після відвідування Південного берега Криму в супроводі М. С. Воронцова купляє Ореанду у графа Олександра Кушелева-Безбородько за 50000 рублів).
Гіпотеза В. В. Навроцького полягає в тому, що саме рід Безбородько на горі поблизу Ореанди міг встановити хрест на честь козацтва XVII століття, ознаменованого визвольною війною під керівництвом Б. Хмельницького, звитяжними походами козаків по Чорному морю до Криму.

### Дискусія
Знахідка «Козацька віха» викликала жваву дискусію в кримських краєзнавчих колах. Результати цієї дискусії узагальнені в матеріалі В. Н. Гурковича. За цими матеріалами ряд експертиз — фотографій «Козацької віхи» і власне самого хреста-віхи, свинцевої таблички, а також їх описів і експертних оцінок документів та публікацій свідчать, що наявна на сьогодні «Козацька віха», яка знайдена В. В. Навроцьким могла бути виготовлена у XX ст. Разом з тим, В. Н. Гуркович і його однодумці виходять із гіпотези «одного пам'ятника» — тобто такого, який мав бути побудований у XVII ст. і стояти на горі Ай-Нікола без ремонтів, замін тощо до сьогодні, що неправдоподібно. Випадок «естафети пам'ятників» — його заміни, відновлення при корозійному зношуванні тощо, втраті в умовах постійних війн, природних катаклізмів і наступному виготовленні нового пам'ятника (замінах старого) не розглядається. Опоненти на основі своїх аргументів і ряду помилок (нестиковок) в газетах та журналах приходять до висновку, що «Козацька віха» В. В. Навроцького — український національний міф.
У версії «міфу» — його матеріальна (технологічна) реалізація датується опонентами В. В. Навроцького та його однодумців не раніше XIX-ХХ ст. Автори такого гіпотетичного «міфу» не розглядаються.

## Галерея

Фрагмент Козацької віхи
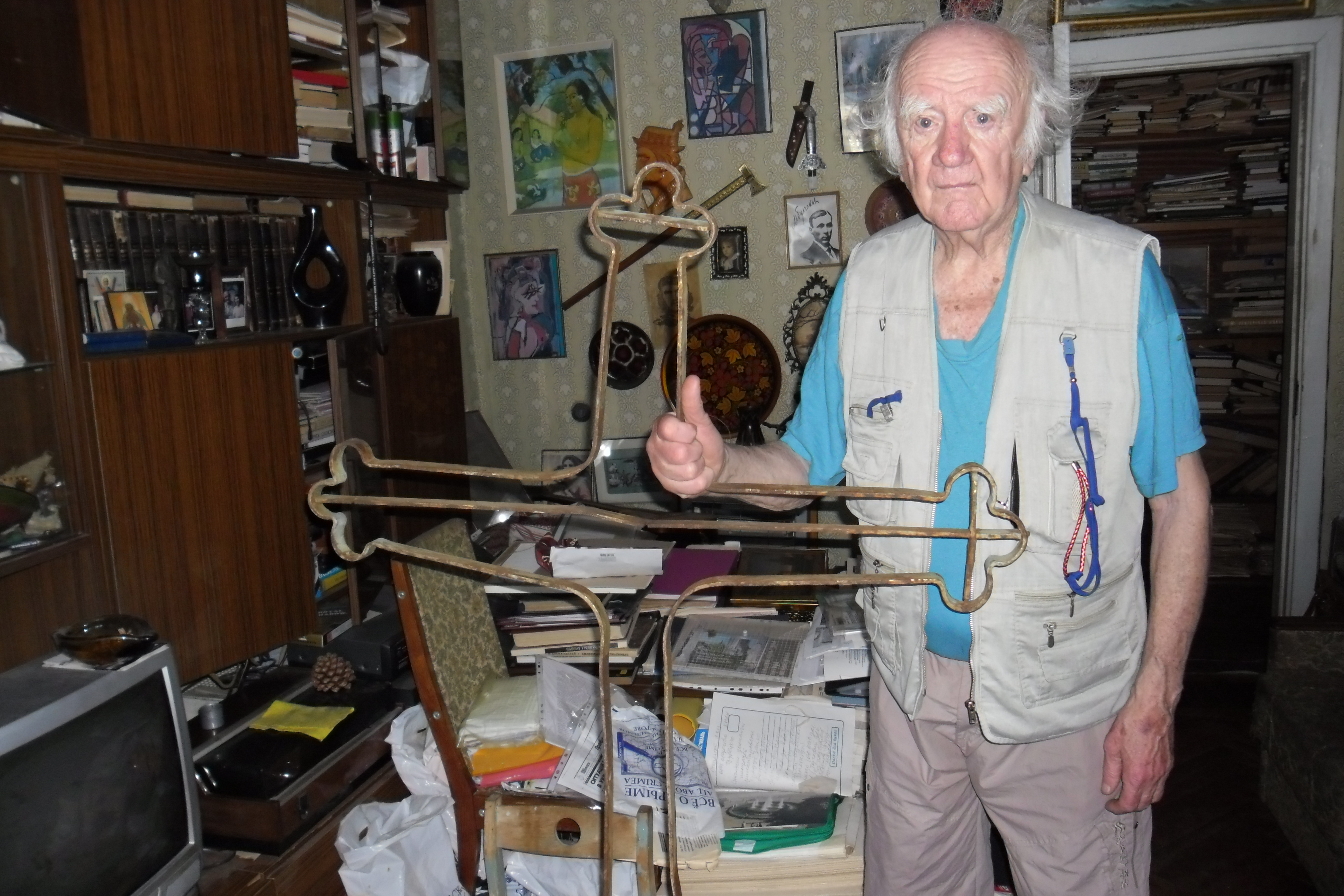
Навроцький В.В. з Козацькою віхою
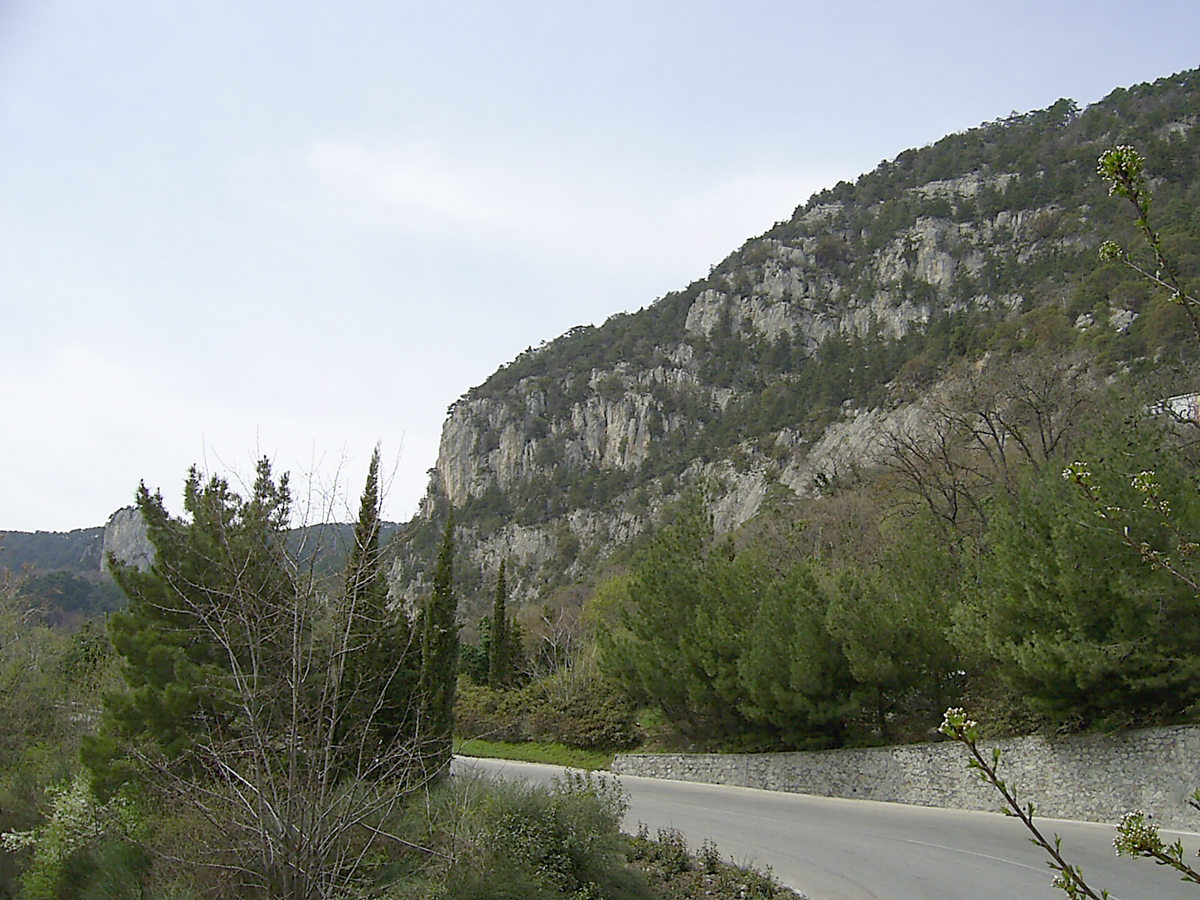
Гора Ай-Нікола, де імовірно знайдена пам'ятка
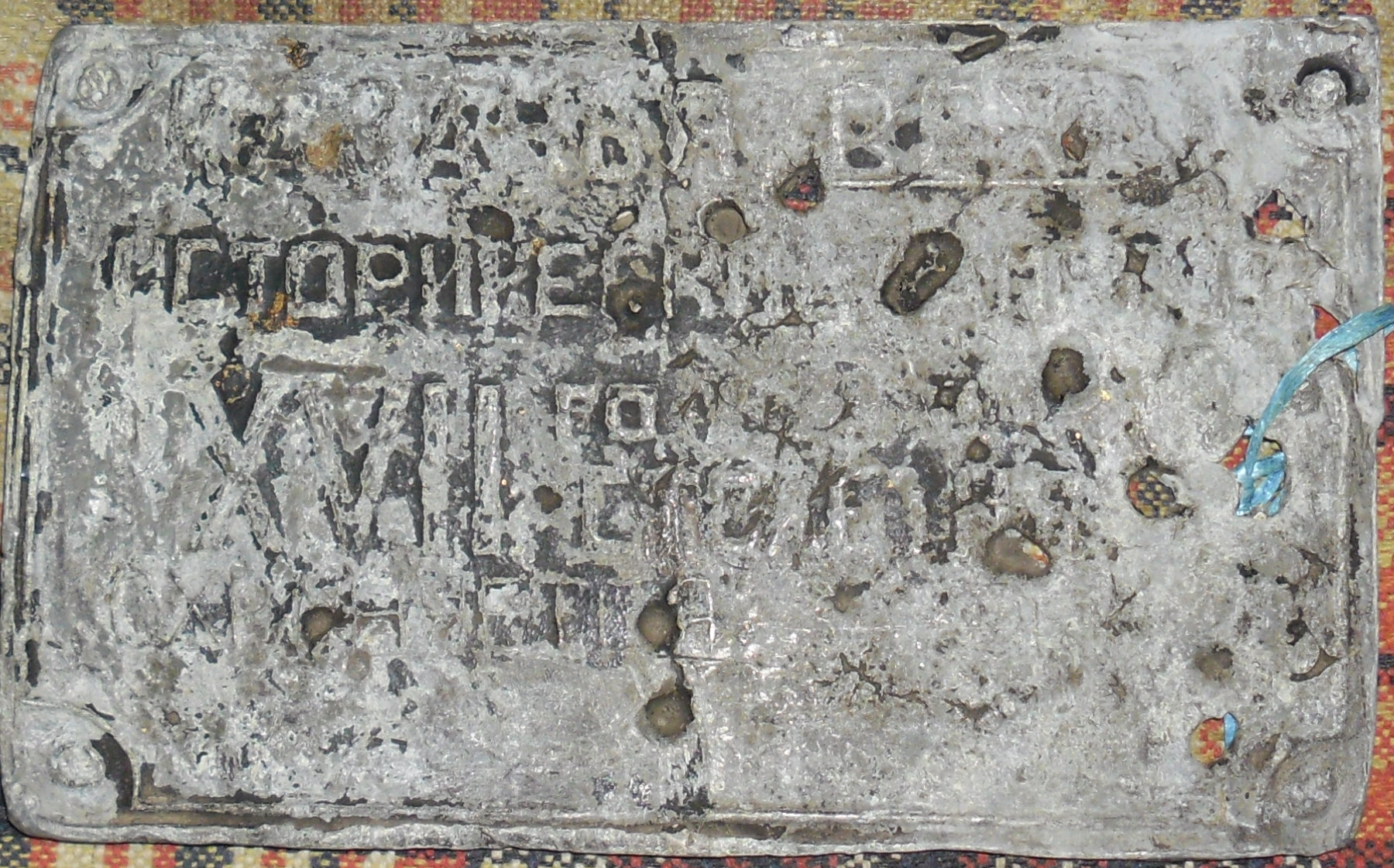
Свинцева пластина з написом

## «Козацька віха» у літературі
Поетеса зі Львова Євгенія Лещук в 1996 році у своїй збірці поезій «Прибій» опублікувала вірш «Козацька вежа Криму».

## «Козацька віха» у туризмі та громадському житті
В. В. Навроцький розробив на гору Ай-Нікола новий маршрут — «Козацька стежка». Запропоновано саме тут — біля «Козацької віхи» посвячувати юнаків у козаки.